# Блатец (Виница)
Блатец (мкд. Блатец) је насеље у Северној Македонији, у источном делу државе. Блатец је у саставу општине Виница.
Блатец је био седиште истоимене општине у раздобљу 1998-2002.

## Географија
Блатец је смештен у источном делу Северне Македоније. Од најближег града, Кочана, насеље је удаљено 22 km југоисточно.
Насеље Блатец се налази у јужном ободу Кочанском пољу, плодној долини коју гради река Брегалница. Насеље је положено на приближно 710 метара надморске висине. Јужно од насеља издиже се Плачковица.
Месна клима је планинска због знатне надморске висине.

## Историја
По статистици секретара Бугарске егзархије, 1905. године Блатец је национално мешовито село са 4.040 становника, од чега 3.000 Турака, 960 Словена и 80 Рома.

## Становништво
Блатец је према последњем попису из 2002. године имао 2.024 становника.
Претежно становништво у насељу су етнички Македонци (99%), а остало су Срби.
Већинска вероисповест месног становништва је православље.